# Maki Enjōji
Maki Enjōji (japanisch 円城寺 マキ Enjōji Maki, * 8. Dezember) ist eine japanische Mangaka.

## Werdegang und Werk
Das erste von Enjōji kommerziell veröffentlichte Werk war die kurze Serie Fu Junai von 2004. Es folgten einige weitere kurze Serien. Ab 2009 erschien dann Happy Marriage?!, ihre erste längere Serie, die zehn Bände erreichte. Sie erzählt von einer jungen Frau, die durch die Schulden ihres Vaters in eine Ehe mit dem Sohn eines reichen Firmenchefs gedrängt wird, und das ungewöhnliche Eheleben, das daraus entsteht. Von 2016 bis 2019 erschien Check Me Up!, eine Geschichte über die Liebe zwischen einer Krankenpflegerin und einem Arzt, die sich noch aus ihrer Jugend kennen. Enjōjis Mangas richten sich an eine junge weibliche Leserschaft und sind meist romantische Komödien. Beide längere Serien und einige kurze Geschichten von Enjōji erschienen ab 2009 auf Deutsch bei Tokyopop. 

## Bibliografie (Auswahl)
- Fu Junai (不・純愛, 2004, 1 Band)
- Tsuiteru Kanojo (ツいてる彼女, 2004, 1 Band)
- Private Love Stories (あたしはそれを我慢できない / 恋するハートでタイホして / 不・純愛 Atashi wa sore wo gaman dekinai, 2004–2005, 3 Bände, Kurzgeschichtensammlung)
- Sekai wa Bokura no Tameni! (世界はボクらのために!, 2005, 2 Bände)
- Yurusarenakute mo Ai Shitai! (許されなくても愛したい！, 2005, 1 Band)
- Private Prince (2005–2007, 5 Bände)
- Yoru Cafe (2008, 1 Band)
- Happy Marriage?! (はぴまり~Happy Marriage!?~ Hapimari - Happy Marriage!?, 2009–2012, 10 Bände)
- Dear Brother! (2013–2014, 5 Bände)
- SP Baby (2014–2015, 2 Bände)
- Asa no Kuchibiru (朝のくちびる, 2015, 1 Band)
- Check Me Up! (恋はつづくよどこまでも Koi wa Tsuzuku yo doko made mo, 2016–2019, 7 Bände)
- Agent of my Heart (つまり好きっていいたいんだけど Tsumari Sukitte Iitaindakedo, 2020–2021, 4 Bände)
- Amaku Naru Made Matemasen (甘くなるまで待てません, 2021–2023, 6 Bände)
- Zenbu Hatsukoi no Sei da (ぜんぶ初恋のせいだ, seit 2024)